# Vrångtjärnen (Hassela socken, Hälsingland)
Vrångtjärnen är en sjö i Nordanstigs kommun i Hälsingland och ingår i Ljungans huvudavrinningsområde. Sjön har en area på 0,151 kvadratkilometer och ligger 335,2 meter över havet. Sjön avvattnas av vattendraget Rödsättbäcken.

## Delavrinningsområde
Vrångtjärnen ingår i det delavrinningsområde (690053-155160) som SMHI kallar för Mynnar i Hasselån. Medelhöjden är 310 meter över havet och ytan är 17,51 kvadratkilometer. Det finns inga avrinningsområden uppströms utan avrinningsområdet är högsta punkten. Rödsättbäcken som avvattnar avrinningsområdet har biflödesordning 4, vilket innebär att vattnet flödar genom totalt 4 vattendrag innan det når havet efter 54 kilometer. Avrinningsområdet består mestadels av skog (95 procent). Avrinningsområdet har 0,23 kvadratkilometer vattenytor vilket ger det en sjöprocent på 1,3 procent.